# Bürgerentscheid in Sachsen 2018
Bürgerentscheide in Sachsen sind auf Gemeindeebene ein Recht kommunaler Mitbestimmung. Sie finden statt bei Gebietsveränderungen, wenn es 10 Prozent (Stand: 2018) der Bürger fordern oder wenn es der Gemeinderat mit einer Mehrheit von zwei Dritteln seiner Mitglieder fordert. 2018 gab es in Sachsen mindestens einen Bürgerentscheid.

## Rechtslage
Wie in der Einleitung beschrieben, findet ein Bürgerentscheid bei Gemeindefusionen, Eingemeindungen oder ähnlichen Gebietsveränderungen obligatorisch statt. Zudem können zehn Prozent (Stand: 2018) der Bürger der Gemeinde ein Bürgerbegehren an die Gemeinde richten, das Grundlage für den Bürgerentscheid ist. Zudem kann der Gemeinderat einen Bürgerentscheid beschließen. Gegenstand des Entscheidungsvorschlages dürfen alle Themen sein, die in die Zuständigkeit des Gemeinderats fallen, mit Ausnahme von Weisungsaufgaben, Fragen der inneren Organisation der Verwaltung, Haushaltssatzungen, Jahresabschlüssen, Regelungen der Sächsischen Gemeindeordnung oder gesetzeswidriger Ziele. Der Entscheidungsvorschlag muss mit „Ja“ oder „Nein“ zu beantworten sein und die Mehrheit der abgegebenen Stimmen erhalten um erfolgreich zu sein, jedoch nur, wenn mindestens 25 % der Stimmberechtigten zustimmen. In den kreisfreien Städten kann der Stadtrat durch die Festlegung der Hauptsatzung dieses Quorum auf bis zu 15 % senken. Ein erfolgreicher Bürgerentscheid kommt einem Gemeinderatsbeschluss gleich und kann innerhalb von drei Jahren nur durch neuerlichen Bürgerentscheid aufgehoben werden.

## Liste
Erfolgreich sind Bürgerentscheide dann, wenn sowohl die Spalte „JA“, als auch die Spalte „JA-Quorum“ grün markiert ist.
| Nr. | Gemeinde    | Datum        | Thema | Ergebnis         | Ergebnis          | Ergebnis        | Ergebnis | Ergebnis   | Ergebnis   | Ergebnis  | Erfolg    |
| Nr. | Gemeinde    | Datum        | Thema | Stimmberechtigte | ungültige Stimmen | gültige Stimmen | W.-bet.. | JA         | NEIN       | JA-Quorum | Erfolg    |
| --- | ----------- | ------------ | --- | ---------------- | ----------------- | --------------- | -------- | ---------- | ---------- | --------- | --------- |
| 1   | Wechselburg | 4. März 2018 | Soll die Gemeinde Wechselburg Verhandlungen mit der Großen Kreisstadt Rochlitz aufnehmen mit dem Ziel, zum 31.12.2018 eine Eingliederung der Gemeinde Wechselburg in die Große Kreisstadt Rochlitz oder eine Vereinigung der Gemeinde Wechselburg mit der Großen Kreisstadt Rochlitz zu erreichen sowie eine entsprechende Vereinbarung über die Gebietsänderung zu erarbeiten? | 1.559            | 6                 | 1.006           | 64,9 %   | 501 49,8 % | 505 50,2 % | 390 Ja    | Abgelehnt |

## Belege
1. ↑  Barbara Klepsch: Kleine Anfrage der Abgeordneten Antonia Mertsching (DIE LINKE). Drs.-Nr.: 7/13717. Sächsischer Landtag, 24. Juli 2023, abgerufen am 10. Januar 2024.
2. ↑  REVOSax Landesrecht Sachsen - Sächsische Gemeindeordnung – SächsGemO. Abgerufen am 26. Dezember 2024.
3. ↑  REVOSax Landesrecht Sachsen - Sächsische Gemeindeordnung – SächsGemO. Abgerufen am 26. Dezember 2024.
4. ↑  Amtsblätter 1 und 3 des Jahres 2018. (abrufbar als pdf-Dokument). Abgerufen am 10. Januar 2025.